# يانغ يانغ (لاعب كرة قاعدة)
يانغ يانغ (بالصينية: 杨洋) هو لاعب كرة قاعدة صيني، ولد في 19 مايو 1986 في بكين في الصين.

## وصلات خارجية
- يانغ يانغ على موقع أوليمبيديا (الإنجليزية)